# Тоса (Кочи)
 Тоса  (јап. 土佐市) град је у Јапану у префектури Кочи. Према попису становништва из децембра 2011. у граду је живело 28.897 становника. Град је основан 1. јануара 1959. год.

## Становништво
Према подацима са пописа, у граду је 2011. године живело 28.897 становника.
| 1995.  | 2000.  | 2005.  |
| ------ | ------ | ------ |
| 30.723 | 30.338 | 30.011 |